# 恵棟

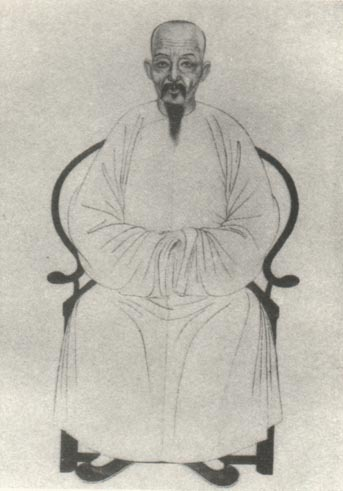
恵棟

恵 棟（けい とう、康熙36年10月5日（1697年11月18日） - 乾隆23年5月22日（1758年6月27日））は、中国清代中期の儒学者。字は定宇。松崖と号し小紅豆先生と称される。蘇州府呉県の出身。戴震に始まる皖派とともに、呉派の創始者として清朝漢学を大成する。

## 略歴と著作
祖父の恵周惕（号は硯谿・紅豆主人）・父の恵士奇（号は半農・紅豆先生）ともに経学を講じる学者の家柄であった。三恵として世に知られるが、中でも棟がもっとも優れるという。士奇の次男として生まれ、幼少より学問が好きで、家の蔵書に読みふける毎日を送る。経史・諸子・雑説・道仏にいたるまで広く豊富な知識を持つ。
もっとも力を注いだのが「易」であり、『易漢学』『周易述』などを著す。荀爽・虞翻の説を中心に、鄭玄などの諸説を参考に自説を述べた。『古文尚書考』は閻若璩の所論と同じく梅賾が奉った『古文尚書』を偽書としたもので、閻の説より説得力がある。『九経古義』は家学を明らかにしたもの。『左伝補注』は杜預の説を補ったもの。他に『明堂大道録』『王文簡精華録訓纂』『後漢書補注』『九曜斎筆記』など多くの著述がある。

## 学問と評価
恵棟の学問は博覧強記を出発点として、古を尊び家法を守ることを終局とする、と梁啓超は評した。恵派の研究法は「凡古必真、凡漢皆好」、つまり古であればあるほど真であり漢であればすべて良い、という判断に尽きるとも言う。王引之は「恵棟は古代研究に精進はしたが、識見は高くなく、思索は綿密ではなかった。現在と異なった見解をみればそれに従い、是非を問わなかった」と評する。一方、銭大昕は「恵氏のみが古学を守り、中でも棟がもっとも精力的である。漢儒になぞらえるなら何休や服虔に匹敵し、馬融や趙岐の及ぶところではない」と最大級の褒め方をしている。恵棟の学派は、「漢学」を堅固にした功績と、顧炎武・黄宗羲・閻若璩・胡渭などの批判的・啓蒙的傾向をもつ学者を純粋でないとして斥けた罪とで相半ばする。門人として沈彤・江声・余蕭客・王鳴盛・銭大昕・王昶・戴震など、漢学の大家が多い。